# 에픽게임즈
주식회사 에픽게임즈(영어: Epic Games, Inc.)는 미국 노스캐롤라이나주의 캐리시에 위치한 비디오 게임, 소프트웨어 개발사이자 유통 회사(마케팅 및 판매 회사)이다. 팀 스위니가 1991년 메릴랜드주의 포토맥시에 '포토맥 컴퓨터 시스템스'라는 이름으로 창업했다. 출범 후 제작한 첫번째 게임 《ZZT》 (1991)를 출시한 직후 이름을 '에픽 메가게임즈'로 바꿨고, 당시 회사를 사들인 마크 레인은 부사장직을 현재까지 유지하고 있다. 1999년 캐리 시로 본부를 옮기면서 지금 에픽게임즈로 사명을 바꿨다.
1990년대 초중반에는 《재즈 잭래빗》 등 중규모의 게임들을 개발하다, 1998년 출시한 1인칭 슈팅 게임 《언리얼》을 시작으로 자사가 개발한 언리얼 엔진을 타사에 제공 및 판매하기 시작했다. 이 엔진을 바탕으로 《인피니티 블레이드》, 《기어즈 오브 워》. 《포트나이트》 등을 출시했다.
자회사로 게임 개발사 체어 엔터테인먼트와 클라우드 기반 소프트웨어 개발사 클라우드진를 소유하고 있고, 본사 이외에 시애틀, 잉글랜드, 베를린, 요코하마 및 서울에 부개발 스튜디오를 설립했다. 2018년부터 디지털 배급 상점 에픽게임즈 스토어를 운영하고 있다.

## 개발/배급 게임
| 연도      | 타이틀                        | 플랫폼                                                                    | 개발사                                                      | 출판사 |
| --------- | ----------------------------- | ------------------------------------------------------------------------- | ----------------------------------------------------------- | --- |
| 1991      | ZZT                           | MS-DOS                                                                    | 포토맥 컴퓨터 시스템즈                                      | 포토맥 컴퓨터 시스템즈                                                                                     |
| 1992      | 브릭스(Brix)                  | MS-DOS                                                                    | 에픽 메가게임즈                                             | 마이크로리그 인터랙티브 소프트웨어                                                                         |
| 1992      | 오버킬                        | MS-DOS                                                                    | Tech-Noir                                                   | 에픽 메가게임즈                                                                                            |
| 1992      | 킬로블라스터                  | MS-DOS                                                                    | 에픽 메가게임즈                                             | 에픽 메가게임즈                                                                                            |
| 1992      | 질 오브 더 정글               | MS-DOS                                                                    | 에픽 메가게임즈                                             | 에픽 메가게임즈                                                                                            |
| 1993      | 에픽 핀볼                     | MS-DOS                                                                    | 디지털 익스트림                                             | 에픽 메가게임즈                                                                                            |
| 1993      | 존 66                         | MS-DOS                                                                    | 르네상스                                                    | 에픽 메가게임즈                                                                                            |
| 1993      | 솔라 윈즈                     | MS-DOS                                                                    | 스톤 인터랙티브 미디어                                      | 에픽 메가게임즈                                                                                            |
| 1993      | 캐슬 오브 더 윈드             | 마이크로소프트 윈도우                                                     | 사다소프트                                                  | 에픽 메가게임즈                                                                                            |
| 1993      | 데어 투 드림                  | 마이크로소프트 윈도우                                                     | 에픽 메가게임즈                                             | 에픽 메가게임즈                                                                                            |
| 1993      | 일렉트로 맨                   | MS-DOS                                                                    | X LanD 컴퓨터 게임즈                                        | 에픽 메가게임즈, X LanD 컴퓨터 게임즈                                                                      |
| 1993      | Ancients 1: Death Watch       | MS-DOS                                                                    | 파웨어 소프트웨어                                           | 에픽 메가게임즈                                                                                            |
| 1993      | 로보(Robbo)                   | MS-DOS                                                                    | X LanD 컴퓨터 게임즈                                        | 에픽 메가게임즈, LK 아발론                                                                                 |
| 1993      | Xargon                        | MS-DOS                                                                    | 에픽 메가게임즈                                             | 에픽 메가게임즈                                                                                            |
| 1994      | Ancients II: Approaching Evil | MS-DOS                                                                    | 파웨어 소프트웨어                                           | 에픽 메가게임즈                                                                                            |
| 1994      | 하트라이트                    | MS-DOS                                                                    | X LanD 컴퓨터 게임즈                                        | 에픽 메가게임즈, X LanD 컴퓨터 게임즈                                                                      |
| 1994      | 재즈 잭래빗                   | MS-DOS                                                                    | 에픽 메가게임즈                                             | 에픽 메가게임즈                                                                                            |
| 1994      | 하이웨이 헌터                 | MS-DOS                                                                    | 오메가 인티그럴 시스템즈                                    | 사파리 소프트웨어, 에픽 메가게임즈                                                                         |
| 1994      | 트래픽 디파트먼트 2192        | MS-DOS                                                                    | P-스퀘어드 프로덕션스                                       | 사파리 소프트웨어, 에픽 메가게임즈                                                                         |
| 1995      | 티리안                        | MS-DOS, 마이크로소프트 윈도우                                             | 에픽 메가게임즈                                             | 에픽 메가게임즈                                                                                            |
| 1995      | Radix: Beyond the Void        | MS-DOS                                                                    | 뉴트럴 스톰 엔터테인먼트                                    | 에픽 메가게임즈                                                                                            |
| 1996      | Seek & Destroy                | MS-DOS, 아미가, 아미가 CD32, 닌텐도 64                                    | 비전 소프트웨어, 실리콘 드림스                              | 코나미 오브 아메리카, 에픽 메가게임즈, 사파리 소프트웨어, 마인드스케이프, THQ, Bawler & Collins Multimedia |
| 1998      | 언리얼                        | 마이크로소프트 윈도우, 맥 OS                                              | 에픽 메가게임즈, 디지털 익스트림, 레전드 엔터테인먼트       | GT 인터랙티브                                                                                              |
| 1998      | 재즈 잭래빗 2                 | 마이크로소프트 윈도우, 맥 OS                                              | 오렌지 게임, 에픽 메가게임즈                                | 게더링 오브 디밸로퍼스                                                                                     |
| 1999      | 에이지 오브 원더              | 마이크로소프트 윈도우                                                     | 트라이엄프 스튜디오, 에픽 메가게임즈                        | 게더링 오브 디밸로퍼스                                                                                     |
| 1999      | 언리얼 토너먼트               | 마이크로소프트 윈도우, 맥 OS, 리눅스, 플레이스테이션 2, 드림캐스트        | 에픽게임즈, 디지털 익스트림                                 | GT 인터랙티브, 인포그램즈                                                                                  |
| 2002      | 언리얼 챔피언십               | 엑스박스                                                                  | 에픽게임즈, 디지털 익스트림                                 | 아타리 |
| 2002      | 언리얼 토너먼트 2003          | 마이크로소프트 윈도우, macOS                                              | 에픽게임즈, 디지털 익스트림                                 | 아타리 |
| 2004      | 언리얼 토너먼트 2004          | 마이크로소프트 윈도우, macOS                                              | 에픽게임즈, 디지털 익스트림, en:Psyonix, Streamline Studios | 아타리 |
| 2005      | 언리얼 챔피언십 2             | 엑스박스                                                                  | 에픽게임즈                                                  | 미드웨이 게임스                                                                                            |
| 2006      | 기어스 오브 워                | 마이크로소프트 윈도우, 엑스박스 360                                       | 에픽게임즈                                                  | 마이크로소프트 스튜디오                                                                                    |
| 2007      | 언리얼 토너먼트 3             | 마이크로소프트 윈도우, 엑스박스 360, 플레이스테이션 3, 온라이브           | 에픽게임즈                                                  | 미드웨이 게임스                                                                                            |
| 2008      | 기어스 오브 워 2              | 엑스박스 360                                                              | 에픽게임즈                                                  | 마이크로소프트 게임 스튜디오                                                                               |
| 2009      | 쉐도우 컴플렉스               | 엑스박스 360                                                              | 체어 엔터테인먼트, 에픽게임즈                               | 마이크로소프트 스튜디오                                                                                    |
| 2010      | 인피니티 블레이드             | iOS                                                                       | 체어 엔터테인먼트, 에픽게임즈                               | 에픽게임즈                                                                                                 |
| 2011      | 불릿스톰                      | 마이크로소프트 윈도우, 엑스박스 360, 플레이스테이션 3                     | en:People Can Fly, 에픽게임즈                               | 일렉트로닉 아츠                                                                                            |
| 2011      | 기어즈 오브 워 3              | 엑스박스 360                                                              | 에픽게임즈                                                  | 마이크로소프트 스튜디오                                                                                    |
| 2011      | 인피니티 블레이드 2           | iOS                                                                       | 체어 엔터테인먼트, 에픽게임즈                               | 에픽게임즈                                                                                                 |
| 2013      | 기어스 오브 워: 저지먼트      | 엑스박스 360                                                              | 에픽게임즈, en:People Can Fly                               | 마이크로소프트 스튜디오                                                                                    |
| 2013      | 인피니티 블레이드 3           | iOS                                                                       | 체어 엔터테인먼트, 에픽게임즈                               | 에픽게임즈                                                                                                 |
| 2015      | 쉐도우 컴플렉스 리마스터      | 마이크로소프트 윈도우, 엑스박스 원, 플레이스테이션 4                      | 체어 엔터테인먼트, 에픽게임즈                               | 에픽게임즈                                                                                                 |
| 2016      | 파라곤                        | 마이크로소프트 윈도우, 플레이스테이션 4                                   | 에픽게임즈                                                  | 에픽게임즈                                                                                                 |
| 2017      | 로보 리콜                     | 오큘러스 리프트                                                           | 에픽게임즈                                                  | 에픽게임즈                                                                                                 |
| 2017      | 포트나이트                    | 마이크로소프트 윈도우, macOS, 안드로이드, 플레이스테이션 4, 닌텐도 스위치 | 에픽게임즈, en:People Can Fly                               | 에픽게임즈                                                                                                 |
| 출시 예정 | 언리얼 토너먼트               | 마이크로소프트 윈도우, macOS, 리눅스                                      | 에픽게임즈                                                  | 에픽게임즈                                                                                                 |
| 출시 예정 | SPYJiNX                       | 마이크로소프트 윈도우, macOS, 리눅스                                      | 체어 엔터테인먼트, Bad Robot Interactive                    | 에픽게임즈                                                                                                 |
| 출시 예정 | Battle Breakers               | 안드로이드, iOS, macOS                                                    | 체어 엔터테인먼트, 에픽게임즈                               | 에픽게임즈                                                                                                 |